# 更衣 (職官)
更衣是一個職官的名銜。在妃、夫人、嬪等位階消失於日本後宮之後，隨著女御地位的上升，更衣也隨之水涨船高。
原本是披著御衣的便殿勤務所職官，次於其一等的位階是尚侍，再次等為典侍，三次等為掌侍，最後一等為命婦。更衣自弘仁十一年十一月十七（820年12月5日）《弘仁式》實施後，轉變為侍奉、起居的嬪妃稱號，其地位在女御之下，約等於散四、五品的散職。在女御地位上升之後，隨之成為位階第二高的嬪妃位號了。
| 前一位階： 女御 | 日本後宮位階表 | 次一位階： 尚侍 |